# Кобченська сільська рада
| Кобченська сільська рада — орган місцевого самоврядування у Рожищенському районі Волинської області з адміністративним центром у с. Кобче. Історична дата утворення: в 1994 році. Водоймища на території, підпорядкованій даній раді: річка Стир. Сільській раді підпорядковані населені пункти: - с. Кобче |

## Склад ради
Рада складається з 15 депутатів та голови.

### Керівний склад ради
| ПІБ                       | Основні відомості                                                                       | Дата обрання | Дата звільнення |
| ------------------------- | --------------------------------------------------------------------------------------- | ------------ | --------------- |
| Міщук Анатолій Степанович | Сільський голова, 1962 року народження, освіта, член Народно-демократичної партії       | 26.03.2006   | 31.10.2010      |
| Клімук Віталій Петрович   | Сільський голова, 1960 року народження, освіта середня спеціальна, член народної партії | 31.10.2010   |                 |

Примітка: таблиця складена за даними джерела

## Населення
За переписом населення України 2001 року в сільській раді мешкали 273 особи.

### Мова
Розподіл населення за рідною мовою за даними перепису 2001 року:
| Мова       | Відсоток |
| ---------- | -------- |
| українська | 98,17 %  |
| російська  | 1,83 %   |